# سولفونیل‌اوره
سولفونیل‌اوره‌ها(به انگلیسی: Sulfonylurea یا sulphonylurea) دسته‌ای از داروهای ضد دیابت هستند که جهت کنترل دیابت نوع ۲ به کار می‌روند. این و داروها با افزایش ترشح انسولین از سلول بتا به لوزالمعده موجب کنترل قند خون می‌شوند.

## داروهای این دسته

### نسل اول
- کاربوتامید
- استوهگزامید—در ایالات متحده ممنوع شده است
- کلرپروپامید
- تولبوتامید
- تولازامید

### نسل دوم
- گلی پیزید
- گلی کلازید
- گلی‌بن کلامید (گلی بورید)
- گلیبورنورید
- گلی‌کوئیدون
- گلیسوکسپید
- گلی‌کلوپیرامید
- گلیمپیرید